# Діккеншид
Діккеншид (нім. Dickenschied) — громада в Німеччині, розташована в землі Рейнланд-Пфальц. Входить до складу району Рейн-Гунсрюк. Складова частина об'єднання громад Кірхберг.
Площа — 5,86 км2. Населення становить 714 ос. (станом на 31 грудня 2020).